# Films américains sortis en 2016
Listes de films américains
- 2012
- 2013
- 2014
- 2015
- 2016
- 2017
- 2018
- 2019
- 2020

Principaux films américains sortis aux États-Unis en 2016.

## Films sortis en 2016

### Janvier – mars
| Sortie        | Sortie | Titre                                                            | Réalisateur                            | Casting                                                      | Genre                                                   | Notes | Réf.   |
| ------------- | ------ | ---------------------------------------------------------------- | -------------------------------------- | ------------------------------------------------------------ | ------------------------------------------------------- | --- | ------ |
| J A N V I E R | 8      | The Forest                                                       | Jason Zada                             | Natalie Dormer Taylor Kitsch                                 | Thriller                                                | Focus Features | [ 1 ]  |
| J A N V I E R | 8      | Anesthesia                                                       | Tim Blake Nelson                       | Sam Waterston Tim Blake Nelson Kristen Stewart               | Drame                                                   | IFC Films | [ 2 ]  |
| J A N V I E R | 8      | Lamb (en)                                                        | Ross Partridge                         | Ross Partridge Oona Laurence Jess Weixler                    | Drame                                                   | The Orchard Adapté du roman du même titre de Bonnie Nadzam. | [ 3 ]  |
| J A N V I E R | 15     | Ride Along 2 (Mise à l'épreuve 2)                                | Tim Story                              | Ice Cube Kevin Hart                                          | Comédie d'action                                        | Universal Pictures Suite de Ride Along (Mise à l'épreuve, 2014) | [ 4 ]  |
| J A N V I E R | 15     | 13 Hours: The Secret Soldiers of Benghazi                        | Michael Bay                            | James Badge Dale John Krasinski Max Martini                  | Action                                                  | Paramount Pictures Adapté du roman 13 Hours (en) de Mitchell Zuckoff | [ 5 ]  |
| J A N V I E R | 15     | Norm of the North                                                | Trevor Wall                            | Rob Schneider Heather Graham Ken Jeong                       | Animation Comédie                                       | Lionsgate Films | [ 6 ]  |
| J A N V I E R | 15     | The Benefactor (Franny)                                          | Andrew Renzi                           | Richard Gere Dakota Fanning Theo James                       | Drame                                                   | Samuel Goldwyn Films (en) | [ 7 ]  |
| J A N V I E R | 22     | Dirty Grandpa                                                    | Dan Mazer                              | Zac Efron Robert De Niro                                     | Comédie                                                 | Lions Gate Entertainment | ,      |
| J A N V I E R | 22     | The 5th Wave (La Cinquième Vague)                                | J Blakeson                             | Chloë Grace Moretz Liev Schreiber                            | Science-fiction                                         | Columbia Pictures Tiré du roman du même titre (2013) écrit par Rick Yancey | [ 10 ] |
| J A N V I E R | 22     | The Boy                                                          | William Brent Bell                     | Lauren Cohan Rupert Evans                                    | Horreur Thriller                                        | |        |
| J A N V I E R | 22     | Ip Man 3                                                         | Wilson Yip                             | Donnie Yen                                                   | Arts martiaux                                           | Troisième film de la série Ip Man Biographie de Yip Man, grand maître de wing chun. |        |
| J A N V I E R | 22     | Synchronicity                                                    | Jacob Gentry                           | Brianne Davis Chad McKnight Scott Poythress                  | Action                                                  | N/A | [ 11 ] |
| J A N V I E R | 29     | Kung Fu Panda 3                                                  | Jennifer Yuh Nelson Alessandro Carloni | Jack Black Angelina Jolie Dustin Hoffman Seth Rogen          | Animation par ordinateur Arts martiaux Comédie d'action | 20th Century Fox Suite du film Kung Fu Panda 2 (2011) et troisième film de la série de films Kung Fu Panda.                                                                                                  | [ 12 ] |
| J A N V I E R | 29     | The Finest Hours                                                 | Craig Gillespie                        | Chris Pine Casey Affleck                                     | Drame                                                   | Walt Disney Pictures |        |
| J A N V I E R | 29     | Fifty Shades of Black (Cinquante nuances de black)               | Michael Tiddes                         | Marlon Wayans Kali Hawk Mike Epps                            | Comédie                                                 | Parodie du film érotique, romantique et dramatique Fifty Shades of Grey (2015) |        |
| J A N V I E R | 29     | Jane Got a Gun                                                   | Gavin O'Connor                         | Natalie Portman Joel Edgerton                                | Action Western                                          | |        |
| F É V R I E R | 5      | Hail, Caesar! (Ave, César !)                                     | Joel et Ethan Coen                     | Josh Brolin George Clooney                                   | Comédie                                                 | Universal Pictures | [ 13 ] |
| F É V R I E R | 5      | Pride and Prejudice and Zombies (Orgueil et Préjugés et Zombies) | Burr Steers                            | Lily James Sam Riley Jack Huston Matt Smith                  | Comédie horrifique                                      | Tiré du roman Pride and Prejudice and Zombies (2009) de Seth Grahame-Smith qui parodie lui-même le roman Pride and Prejudice (1813) de Jane Austen.                                                          |        |
| F É V R I E R | 5      | The Choice (Un choix)                                            | Ross Katz                              | Benjamin Walker Teresa Palmer                                | Romance                                                 | Tiré du roman du même nom de Nicholas Sparks (2007). |        |
| F É V R I E R | 12     | Deadpool                                                         | Tim Miller                             | Ryan Reynolds T. J. Miller Morena Baccarin                   | Thriller                                                | 20th Century Fox Tiré du personnage du même nom de Marvel Comics. | [ 14 ] |
| F É V R I E R | 12     | Zoolander 2                                                      | Ben Stiller                            | Ben Stiller Owen Wilson Penélope Cruz Kristen Wiig           | Comédie                                                 | Suite du film Zoolander (2001). |        |
| F É V R I E R | 12     | How to Be Single (Célibataire, mode d'emploi)                    | Christian Ditter                       | Dakota Johnson Rebel Wilson                                  | Comédie romantique                                      | Tiré du roman du même titre de Liz Tuccillo. |        |
| F É V R I E R | 19     | Risen (La Résurrection du Christ)                                | Kevin Reynolds                         | Joseph Fiennes Tom Felton                                    | Action Aventure                                         | |        |
| F É V R I E R | 19     | The VVitch (The Witch)                                           | Robert Eggers                          | Anya Taylor-Joy Ralph Ineson Kate Dickie                     | Horreur                                                 | Premier long-métrage de Robert Eggers |        |
| F É V R I E R | 19     | Race (La Couleur de la victoire)                                 | Stephen Hopkins                        | Stephan James Jason Sudeikis Jeremy Irons                    | Sports Drame                                            | Biographie de l'athlète Noir américain Jesse Owens qui a remporté un record de quatre médailles d'or aux Jeux olympiques d'été de 1936 de Berlin                                                             | [ 15 ] |
| F É V R I E R | 26     | Gods of Egypt                                                    | Alex Proyas                            | Nikolaj Coster-Waldau Gerard Butler Brenton Thwaites         | Fantasy Action                                          | |        |
| F É V R I E R | 26     | Triple 9                                                         | John Hillcoat                          | Casey Affleck Aaron Paul                                     | Policier Thriller                                       | |        |
| F É V R I E R | 26     | Eddie the Eagle                                                  | Dexter Fletcher                        | Taron Egerton Hugh Jackman Christopher Walken                | Sports Comédie dramatique                               | Biographie de Eddie "The Eagle" Edwards, un skieur qui, en 1988, est le premier Britannique à représenter la Grande-Bretagne aux Jeux olympiques en saut à ski.                                              |        |
| M A R S       | 4      | Zootopia                                                         | Byron Howard Rich Moore                | Ginnifer Goodwin Jason Bateman Idris Elba                    | Animation aventure                                      | Walt Disney Pictures | [ 16 ] |
| M A R S       | 4      | London Has Fallen (La Chute de Londres)                          | Babak Najafi                           | Gerard Butler Aaron Eckhart                                  | Action Thriller                                         | Suite du film Olympus Has Fallen d'Antoine Fuqua (2013). |        |
| M A R S       | 4      | Whiskey Tango Foxtrot                                            | Glenn Ficarra John Requa               | Tina Fey Martin Freeman                                      | Comédie dramatique                                      | Biographie basée sur le mémoire The Taliban Shuffle: Strange Days in Afghanistan and Pakistan de Kim Barker.                                                                                                 |        |
| M A R S       | 4      | The Other Side of the Door                                       | Johannes Roberts                       | Sarah Wayne Callies Jeremy Sisto                             | Horreur                                                 | |        |
| M A R S       | 11     | 10 Cloverfield Lane                                              | Dan Trachtenberg                       | John Goodman Mary Elizabeth Winstead                         | Science fiction Thriller psychologique                  | Second film de la franchise Cloverfield et successeur spirituel du film Cloverfield de 2008. |        |
| M A R S       | 11     | The Brothers Grimsby (Grimsby : Agent trop spécial)              | Louis Leterrier                        | Sacha Baron Cohen Mark Strong Penélope Cruz                  | Comédie d'action                                        | |        |
| M A R S       | 11     | The Young Messiah (Christ the Lord: Out of Egypt)                | Cyrus Nowrasteh                        | Adam Greaves-Neal Sean Bean David Bradley                    | Drame                                                   | |        |
| M A R S       | 11     | The Perfect Match                                                | Bille Woodruff                         | Terrence J Cassie Ventura                                    | Comédie romantique                                      | |        |
| M A R S       | 11     | Hello, My Name Is Doris                                          | Michael Showalter                      | Sally Field Max Greenfield                                   | Romance Comédie dramatique                              | |        |
| M A R S       | 16     | Miracles from Heaven (Miracles du paradis)                       | Patricia Riggen                        | Jennifer Garner Martin Henderson                             | Christianisme Drame                                     | |        |
| M A R S       | 18     | The Divergent Series: Allegiant (Divergente 3 : Au-delà du mur)  | Robert Schwentke                       | Shailene Woodley Theo James Miles Teller Ansel Elgort        | Science-fiction Aventure                                | La première des deux parties cinématographiques basées sur le roman Divergente 3, le dernier livre de la trilogie Divergent de Veronica Roth, et le troisième film de la série The Divergent.                | ,      |
| M A R S       | 18     | The Bronze                                                       | Bryan Buckley                          | Melissa Rauch Thomas Middleditch                             | Comédie                                                 | |        |
| M A R S       | 18     | Midnight Special                                                 | Jeff Nichols                           | Michael Shannon Kirsten Dunst                                | Science-fiction Drame Surnaturel                        | |        |
| M A R S       | 25     | Batman v Superman: Dawn of Justice                               | Zack Snyder                            | Henry Cavill Ben Affleck Amy Adams                           | Action                                                  | Warner Bros. Suite de Man of Steel (2013). | [ 19 ] |
| M A R S       | 25     | My Big Fat Greek Wedding 2 (Mariage à la grecque 2)              | Kirk Jones                             | Nia Vardalos John Corbett                                    | Comédie romantique                                      | Suite de My Big Fat Greek Wedding (2002). |        |
| M A R S       | 25     | I Saw the Light                                                  | Marc Abraham                           | Tom Hiddleston Elizabeth Olsen Cherry Jones Bradley Whitford | Drame                                                   | Biographie de la légende de la musique country Hank Williams et de sa première épouse Audrey Williams. Tiré du livre Hank Williams: The Biography de Colin Escott, George Merritt et William (Bill) MacEwen. |        |
| M A R S       | 30     | Everybody Wants Some!!                                           | Richard Linklater                      | Will Brittain (en) Blake Jenner Zoey Deutch Tyler Hoechlin   | Sports Comédie                                          | Suite spirituelle du film Dazed and Confused (Génération rebelle) de Linklater (1993). |        |

### Avril – juin
| Sortie    | Sortie | Titre                                                              | Réalisateur                  | Casting                                                       | Genre                            | Notes | Réf.   |
| --------- | ------ | ------------------------------------------------------------------ | ---------------------------- | ------------------------------------------------------------- | -------------------------------- | --- | ------ |
| A V R I L | 1      | God's Not Dead 2                                                   | Harold Cronk                 | Melissa Joan Hart Jesse Metcalfe                              | Drame Chrétien                   | Suite du film God's Not Dead (2014). |        |
| A V R I L | 1      | Meet the Blacks (en)                                               | Deon Taylor                  | Mike Epps Gary Owen (en)                                      | Comédie                          | Parodie du film The Purge (2013). |        |
| A V R I L | 1      | Miles Ahead                                                        | Don Cheadle                  | Don Cheadle Ewan McGregor                                     | Film musical                     | Inspiré de la vie du musicien de jazz Miles Davis. Le film est titré du nom de l'album Miles Ahead (1957).                                                  |        |
| A V R I L | 8      | The Boss                                                           | Ben Falcone                  | Melissa McCarthy Kristen Bell                                 | Comédie                          | |        |
| A V R I L | 8      | Hardcore Henry                                                     | Ilya Naishuller              | Sharlto Copley Danila Kozlovski Haley Bennett                 | Science-fiction Action           | Tourné presque entièrement à la première personne. |        |
| A V R I L | 8      | Demolition                                                         | Jean-Marc Vallée             | Jake Gyllenhaal Naomi Watts                                   | Comédie dramatique               | |        |
| A V R I L | 8      | The Invitation                                                     | Karyn Kusama                 | Logan Marshall-Green Tammy Blanchard Michiel Huisman          | Horreur Thriller                 | |        |
| A V R I L | 15     | The Jungle Book (Le Livre de la jungle)                            | Jon Favreau                  | Bill Murray Ben Kingsley Idris Elba                           | Animation                        | Walt Disney Pictures Tiré de l'histoire du même titre de Rudyard Kipling.                                                                                   | ,      |
| A V R I L | 15     | Barbershop: The Next Cut                                           | Malcolm D. Lee               | Ice Cube Cedric the Entertainer Regina Hall                   | Comédie                          | Suite de Barbershop 2: Back in Business (2004) et le quatrième film de la série de films Barbershop.                                                        |        |
| A V R I L | 15     | Criminal                                                           | Ariel Vromen                 | Kevin Costner Gary Oldman                                     | Action Thriller                  | |        |
| A V R I L | 15     | Green Room                                                         | Jeremy Saulnier              | Anton Yelchin Imogen Poots                                    | Horreur Thriller                 | |        |
| A V R I L | 22     | The Huntsman: Winter's War (Le Chasseur et la Reine des glaces)    | Cédric Nicolas-Troyan        | Chris Hemsworth Charlize Theron Emily Blunt                   | Fantasy Action aventure          | À la fois préquelle et sequel de Snow White and the Huntsman (Blanche-Neige et le Chasseur)                                                                 |        |
| A V R I L | 22     | A Hologram for the King                                            | Tom Tykwer                   | Tom Hanks Ben Whishaw                                         | Comédie dramatique               | Tiré du roman du même titre de 2012 écrit par Dave Eggers.                                                                                                  | [ 22 ] |
| A V R I L | 22     | Elvis and Nixon                                                    | Liza Johnson                 | Kevin Spacey Michael Shannon                                  | Comédie dramatique               | Sur la rencontre entre Richard Nixon et Elvis Presley à la Maison-Blanche du 21 décembre 1970.                                                              |        |
| A V R I L | 29     | Keanu                                                              | Peter Atencio                | Jordan Peele Keegan-Michael Key                               | Comédie                          | |        |
| A V R I L | 29     | Mother's Day (Joyeuse fête des mères)                              | Garry Marshall               | Jennifer Aniston Julia Roberts                                | Comédie romantique               | |        |
| A V R I L | 29     | Ratchet and Clank                                                  | Kevin Munroe                 | Paul Giamatti John Goodman Bella Thorne                       | Animation                        | Tiré du premier jeu de la série de jeux vidéo de plates-formes du même titre.                                                                               |        |
| M A I     | 6      | Captain America: Civil War                                         | Anthony Russo Joe Russo      | Chris Evans Robert Downey Jr. Sebastian Stan                  | Super-héros Action Aventure      | Suite du film Captain America: The Winter Soldier (2014) et treizième film de l'univers cinématographique Marvel (MCU).                                     |        |
| M A I     | 13     | Money Monster                                                      | Jodie Foster                 | George Clooney Julia Roberts Jack O'Connell                   | Thriller                         | |        |
| M A I     | 13     | The Darkness                                                       | Greg McLean                  | Kevin Bacon Radha Mitchell                                    | Thriller                         | |        |
| M A I     | 13     | Love and Friendship                                                | Whit Stillman                | Kate Beckinsale Xavier Samuel Emma Greenwell                  | Comédie                          | Tiré du roman épistolaire Lady Susan de Jane Austen, publié pour la première fois en 1871.                                                                  |        |
| M A I     | 20     | The Angry Birds Movie                                              | Clay Kaytis                  | Jason Sudeikis Josh Gad Bill Hader                            | Animation                        | Columbia Pictures Tiré du jeu vidéo du même nom. | [ 23 ] |
| M A I     | 20     | Neighbors 2: Sorority Rising (Nos pires voisins 2)                 | Nicholas Stoller             | Seth Rogen Zac Efron                                          | Comédie                          | Suite du film Nos pires voisins (Neighbors, 2014) |        |
| M A I     | 20     | The Nice Guys                                                      | Shane Black                  | Russell Crowe Ryan Gosling                                    | Comédie d'action                 | |        |
| M A I     | 27     | X-Men: Apocalypse                                                  | Bryan Singer                 | James McAvoy Michael Fassbender Oscar Isaac                   | Super-héros Action Aventure      | Neuvième film de la série X-Men |        |
| M A I     | 27     | Alice Through the Looking Glass (Alice de l'autre côté du miroir)  | James Bobin                  | Mia Wasikowska Johnny Depp Helena Bonham Carter Anne Hathaway | Fantasy                          | Walt Disney Pictures Suite du film Alice in Wonderland (2010). Tiré du roman Through the Looking-Glass (1871) (De l'autre côté du miroir) de Lewis Carroll. | [ 24 ] |
| J U I N   | 3      | Teenage Mutant Ninja Turtles: Out of the Shadows (Ninja Turtles 2) | Dave Green                   | Megan Fox Will Arnett Stephen Amell                           | Science-fiction Comédie d'action | Suite du film Ninja Turtles (Teenage Mutant Ninja Turtles) (2014) et sixième de la série de films Les Tortues Ninja                                         |        |
| J U I N   | 3      | Me Before You (Avant toi)                                          | Thea Sharrock                | Emilia Clarke Sam Claflin                                     | Romance Drame                    | Adapté par Jojo Moyes de son roman du même titre (2012). |        |
| J U I N   | 3      | Popstar: Never Stop Never Stopping                                 | Akiva Schaffer Jorma Taccone | Andy Samberg                                                  | Mockumentary Comédie             | |        |
| J U I N   | 10     | The Conjuring 2 (Conjuring 2 : Le Cas Enfield))                    | James Wan                    | Vera Farmiga Patrick Wilson                                   | Surnaturel Horreur               | Suite du film The Conjuring (2013) et second film de la série The Conjuring                                                                                 |        |
| J U I N   | 10     | Warcraft (Warcraft : Le Commencement)                              | Duncan Jones                 | Travis Fimmel Ben Foster                                      | Fantasy                          | Tiré de la série de jeux vidéo Warcraft et les romans se déroulant dans le monde d'Azeroth                                                                  |        |
| J U I N   | 10     | Now You See Me 2 (Insaisissables 2)                                | Jon M. Chu                   | Jesse Eisenberg Mark Ruffalo                                  | Thriller                         | Suite du film Now You See Me (2013). |        |
| J U I N   | 17     | Finding Dory                                                       | Andrew Stanton               | Ellen DeGeneres Albert Brooks                                 | Animation aventure               | Walt Disney Pictures Suite de Finding Nemo (2003) | [ 25 ] |
| J U I N   | 17     | Central Intelligence (Agents presque secrets)                      | Rawson Marshall Thurber      | Dwayne Johnson Kevin Hart                                     | Comédie                          | |        |
| J U I N   | 24     | Independence Day: Resurgence                                       | Roland Emmerich              | Liam Hemsworth Maika Monroe Jeff Goldblum                     | Science-fiction                  | Suite du film Independence Day (1996) |        |
| J U I N   | 24     | The Shallows (Instinct de survie)                                  | Jaume Collet-Serra           | Blake Lively                                                  | Horreur Thriller                 | |        |
| J U I N   | 24     | Free State of Jones                                                | Gary Ross                    | Matthew McConaughey Gugu Mbatha-Raw                           | Thriller                         | STX Entertainment | [ 26 ] |
| J U I N   | 24     | The Neon Demon                                                     | Nicolas Winding Refn         | Elle Fanning Karl Glusman Jena Malone                         | Thriller                         | |        |

### Juillet – septembre
| Sortie            | Sortie | Titre                                                               | Réalisateur                   | Casting                                              | Genre                               | Notes | Réf.   |
| ----------------- | ------ | ------------------------------------------------------------------- | ----------------------------- | ---------------------------------------------------- | ----------------------------------- | --- | ------ |
| J U I L E T       | 1      | The Legend of Tarzan (Tarzan)                                       | David Yates                   | Alexander Skarsgård Margot Robbie                    | Action aventure                     | |        |
| J U I L E T       | 1      | The BFG (Le Bon Gros Géant)                                         | Steven Spielberg              | Mark Rylance Ruby Barnhill                           | Fantasy aventure                    | |        |
| J U I L E T       | 1      | The Purge: Election Year (American Nightmare 3 : Élections)         | James DeMonaco                | Frank Grillo Elizabeth Mitchell                      | Anticipation Action                 | Troisième tranche de la série The Purge                                                                            |        |
| J U I L E T       | 8      | The Secret Life of Pets (Comme des bêtes)                           | Chris Renaud Yarrow Cheney    | Louis C.K. Kevin Hart                                | Animation                           | |        |
| J U I L E T       | 8      | Mike and Dave Need Wedding Dates (Hors contrôle)                    | Jake Szymanski                | Adam DeVine Zac Efron                                | Comédie                             | |        |
| J U I L E T       | 13     | The Infiltrator                                                     | Brad Furman                   | Bryan Cranston Diane Kruger John Leguizamo           | Policier Drame                      | |        |
| J U I L E T       | 15     | Ghostbusters (SOS Fantômes)                                         | Paul Feig                     | Melissa McCarthy Kristen Wiig                        | Surnaturel Comédie                  | Reboot de la série de films SOS Fantômes                                                                           |        |
| J U I L E T       | 22     | Star Trek Beyond                                                    | Justin Lin                    | Chris Pine Zachary Quinto Idris Elba                 | Science-fiction Action aventure     | Troisième tranche de la série reboot de Star Trek et le treizième film de la série de films Star Trek              |        |
| J U I L E T       | 22     | Ice Age: Collision Course (L'Âge de glace : Les Lois de l'Univers ) | Mike Thurmeier Galen T. Chu   | Ray Romano John Leguizamo                            | Animation                           | Cinquième film de la série de films L'Âge de glace                                                                 |        |
| J U I L E T       | 22     | Lights Out                                                          | David F. Sandberg             | Teresa Palmer                                        | Horreur                             | |        |
| J U I L E T       | 29     | Jason Bourne                                                        | Paul Greengrass               | Matt Damon Alicia Vikander                           | Action Aventure Thriller Espionnage | Cinquième film de la série de films Bourne                                                                         |        |
| J U I L E T       | 29     | Bad Moms                                                            | Jon Lucas Scott Moore         | Kristen Bell Mila Kunis                              | Comédie                             | |        |
| J U I L E T       | 29     | Nerve                                                               | Henry Joost Ariel Schulman    | Emma Roberts Dave Franco                             | Thriller                            | |        |
| A O Û T           | 5      | Suicide Squad                                                       | David Ayer                    | Will Smith Jared Leto Margot Robbie                  | Super-héros Action Aventure         | |        |
| A O Û T           | 5      | Nine Lives                                                          | Barry Sonnenfeld              | Kevin Spacey                                         |                                     | |        |
| A O Û T           | 12     | Pete's Dragon (Peter et Elliott le dragon)                          | David Lowery                  | Bryce Dallas Howard                                  |                                     | Remake du film du même titre, sorti en 1977.                                                                       |        |
| A O Û T           | 12     | Sausage Party                                                       | Conrad Vernon Greg Tiernan    |                                                      |                                     | |        |
| A O Û T           | 12     | Florence Foster Jenkins                                             | Stephen Frears                | Meryl Streep                                         |                                     | |        |
| A O Û T           | 19     | Ben-Hur                                                             | Timur Bekmambetov             | Jack Huston Toby Kebbell                             | Thriller                            | Paramount Pictures Troisième adaptation du roman Ben-Hur: A Tale of the Christ (1880) de Lew Wallace               | [ 27 ] |
| A O Û T           | 19     | Kubo and the Two Strings (Kubo et l'Armure magique)                 | Travis Knight                 |                                                      |                                     | |        |
| A O Û T           | 19     | War Dogs                                                            | Todd Phillips                 | Jonah Hill Miles Teller                              | Policier Comédie dramatique         | Tiré de l'article du magazine Rolling Stone de Guy Lawson                                                          |        |
| A O Û T           | 26     | Mechanic: Resurrection                                              | Dennis Gansel                 | Jason Statham                                        |                                     | |        |
| A O Û T           | 26     | Don't Breathe (Don't Breathe : La Maison des ténèbres)              | Fede Alvarez                  | Jane Levy                                            |                                     | |        |
| A O Û T           | 26     | Hands of Stone                                                      | Jonathan Jakubowicz           | Édgar Ramírez Robert De Niro                         | Sports                              | Biographie du boxeur Roberto Durán                                                                                 |        |
| S E P T E M B R E | 2      | The Light Between Oceans (Une vie entre deux océans)                | Derek Cianfrance              | Michael Fassbender Alicia Vikander                   |                                     | |        |
| S E P T E M B R E | 2      | Morgane                                                             | Luke Scott                    | Kate Mara                                            |                                     | |        |
| S E P T E M B R E | 9      | Sully                                                               | Clint Eastwood                | Tom Hanks                                            |                                     | |        |
| S E P T E M B R E | 9      | When the Bough Breaks                                               | Jon Cassar                    | Morris Chestnut Regina Hall                          |                                     | |        |
| S E P T E M B R E | 9      | The Wild Life (Robinson Crusoé)                                     | Ben Stassen Vincent Kesteloot |                                                      |                                     | |        |
| S E P T E M B R E | 9      | The Disappointments Room                                            | D. J. Caruso                  | Kate Beckinsale Lucas Till                           |                                     | |        |
| S E P T E M B R E | 16     | Bridget Jones's Baby                                                | Sharon Maguire                | Renée Zellweger Colin Firth Patrick Dempsey          |                                     | Troisième film de la série basée sur la saga littéraire Bridget Jones.                                             |        |
| S E P T E M B R E | 16     | Snowden                                                             | Oliver Stone                  | Joseph Gordon-Levitt Shailene Woodley Zachary Quinto |                                     | |        |
| S E P T E M B R E | 16     | Blair Witch                                                         | Adam Wingard                  | Valorie Curry                                        |                                     | |        |
| S E P T E M B R E | 16     | Hillsong: Let Hope Rise                                             | Michael John Warren           |                                                      |                                     | |        |
| S E P T E M B R E | 23     | The Magnificent Seven (Les Sept Mercenaires)                        | Antoine Fuqua                 | Denzel Washington Chris Pratt                        |                                     | Remake du film de 1960, tiré du film japonais Seven Samurai (Les Sept Samouraïs)) d'Akira Kurosawa, sorti en 1954. |        |
| S E P T E M B R E | 23     | Storks                                                              | Doug Sweetland                |                                                      |                                     | |        |
| S E P T E M B R E | 26     | South of 8                                                          | Tony Olmos                    | Brian Patrick Butler George Jac                      | Policier                            | |        |
| S E P T E M B R E | 30     | Miss Peregrine's Home for Peculiar Children                         | Tim Burton                    | Eva Green Asa Butterfield                            |                                     | |        |
| S E P T E M B R E | 30     | Deepwater Horizon                                                   | Peter Berg                    | Mark Wahlberg Kurt Russell                           |                                     | |        |
| S E P T E M B R E | 30     | Masterminds (Les Cerveaux)                                          | Jared Hess                    | Zach Galifianakis Kristen Wiig                       |                                     | |        |

### Octobre – décembre
| Sortie          | Sortie | Titre                                              | Réalisateur              | Casting                         | Genre | Notes                                                            | Réf. |
| --------------- | ------ | -------------------------------------------------- | ------------------------ | ------------------------------- | ----- | ---------------------------------------------------------------- | ---- |
| O C T O B R E   | 7      | The Girl on the Train (La Fille du train)          | Tate Taylor              |                                 |       |                                                                  |      |
| O C T O B R E   | 7      | The Birth of a Nation                              | Nate Parker              | Nate Parker Armie Hammer        |       |                                                                  |      |
| O C T O B R E   | 7      | Middle School: The Worst Years of My Life          | Steve Carr               |                                 |       |                                                                  |      |
| O C T O B R E   | 14     | The Accountant (Mr. Wolff)                         | Gavin O'Connor           |                                 |       |                                                                  |      |
| O C T O B R E   | 14     | Kevin Hart: What Now?                              | Leslie Small             |                                 |       |                                                                  |      |
| O C T O B R E   | 14     | Max Steel                                          | Stewart Hendler          |                                 |       |                                                                  |      |
| O C T O B R E   | 21     | Jack Reacher: Never Go Back                        | Edward Zwick             |                                 |       |                                                                  |      |
| O C T O B R E   | 21     | Keeping Up with the Joneses (Les Espions d'à côté) | Greg Mottola             |                                 |       |                                                                  |      |
| O C T O B R E   | 21     | Ouija: Origin of Evil (Ouija : les origines)       | Mike Flanagan            |                                 |       |                                                                  |      |
| O C T O B R E   | 21     | Boo! A Madea Halloween                             | Tyler Perry              | Tyler Perry                     |       |                                                                  |      |
| O C T O B R E   | 21     | I'm Not Ashamed                                    | Brian Baugh              |                                 |       |                                                                  |      |
| O C T O B R E   | 21     | American Pastoral                                  | Ewan McGregor            | Ewan McGregor Jennifer Connelly |       |                                                                  |      |
| O C T O B R E   | 28     | Inferno                                            | Ron Howard               |                                 |       |                                                                  |      |
| N O V E M B R E | 18     | Friend Request                                     | Simon Verhoeven          | Alycia Debnam-Carey             |       |                                                                  |      |
| N O V E M B R E | 23     | Moana Vaiana : La Légende du bout du monde         | Ron Clements John Musker | Auli'i Cravalho Dwayne Johnson  |       |                                                                  |      |
| D É C E M B R E | 16     | Rogue One: A Star Wars Story                       | Gareth Edwards           | Felicity Jones Diego Luna       |       |                                                                  |      |
| D É C E M B R E | 16     | The Founder (Le Fondateur)                         | John Lee Hancock         | Michael Keaton                  |       |                                                                  |      |
| D É C E M B R E | 23     | A Monster Calls (Quelques minutes après minuit)    | J. A. Bayona             |                                 |       |                                                                  |      |
| D É C E M B R E | 23     | Rings[réf. nécessaire] (Le Cercle - Rings)         | F. Javier Gutiérrez      |                                 |       | L'Internet Movie Database indique que le film est sorti en 2017. |      |